# Cynthia Wilson
Cynthia Wilson (sinh năm 1934) là một nhà giáo dục, nghệ sĩ và nhà văn người Barbados.
Bà sinh ra ở Saint Philip và được giáo dục tại Đại học Tây Ấn. Wilson dạy tiếng Anh tại các trường trung học ở Jamaica và Maroc. Bà trở lại Barbados năm 1969 và làm việc cho Bộ Ngoại giao và Trung tâm Nghiên cứu Du lịch Caribe. Năm 1973, bà đã giúp thành lập Liên hoan nghệ thuật sáng tạo độc lập quốc gia. Wilson là thành viên sáng lập của Giai đoạn Một Nhà hát Sản xuất, cũng là chủ tịch của nó. Bà đã từng là quản lý của Công ty Nhà hát Khiêu vũ Barbados và chủ tịch Hiệp hội Nghệ sĩ Nhà hát Caribbean. Bà đã sản xuất nhiều sản phẩm múa, nhạc kịch và sân khấu và đã biểu diễn như một diễn viên và một vũ công. Cuốn sách đầu tiên của Cynthia Wilson, một tập truyện ngắn mang tên Cùng biển. . . Làn sóng khác, được xuất bản năm 2001.

## Tác phẩm được chọn
- Cùng biển. . . Làn sóng khác, truyện ngắn [1]
- Tiếng thì thầm của cây, tiểu thuyết [3]